# 1985 في لبنان
فيما يلي قوائم الأحداث التي وقعت خلال عام 1985 في لبنان.

## سياسة

### انتهاء فترة المنصب
- 1 يناير – محمود حمود سفير لبنان لدى ألمانيا الغربية.

## مواليد

### يناير
- 1 يناير – جنى فواز الحسن صحفية وكاتبة روائية لبنانية.
- 1 يناير – شنتال صليبا صحفية لبنانية.
- 1 يناير – محمد عكاري لاعب كرة سلة لبناني.
- 1 يناير – محمد علي حسن

### أبريل
- 15 أبريل – حسين أمين لاعب كرة قدم لبناني.[1]

### مايو
- 10 مايو – حسن عباس لاعب كرة قدم سويدي.

### يونيو
- 25 يونيو – جورج عيد صحفي لبناني.

### أغسطس
- 1 أغسطس – ماريا نالبنديان راقصة استعراضية لبنانية.
- 7 أغسطس – دومينيك حوراني مغنية لبنانية.
- 16 أغسطس – غريتا تسلاكيان منافِسة أوليمبية لبنانية.[2]

### سبتمبر
- 22 سبتمبر – ريما فقيه ملكة جمال اميركا 2010.[3]

### أكتوبر
- 11 أكتوبر – أكرم مغربي لاعب كرة قدم لبناني.
- 16 أكتوبر – ساندرا يوسف مغنية لبنانية.

### نوفمبر
- 11 نوفمبر – سيرج سيد لاعب كرة قدم لبناني.

### ديسمبر
- 13 ديسمبر – غابرييل بو راشد

## وفيات

### يناير
- 1 يناير – محمد فليفل (مواليد 1899) ملحن سوري.

### مارس
- 11 مارس – ناظم عكاري (مواليد 1902) سياسي لبناني.

### أبريل
- 9 أبريل – سناء محيدلي (مواليد 1968)

### يونيو
- 27 يونيو – إلياس سركيس (مواليد 1924) رئيس لبنان السابق.[4]

### يوليو
- 20 يوليو – كمال أبو لطيف (مواليد 1930) عسكري ومحامي لبناني.

### أكتوبر
- 17 أكتوبر – عبد المنعم الرفاعي (مواليد 1917) سياسي أردني.[5]